# Johannes Schöche
Johannes Schöche (* 19. Dezember 1937 in Leipzig) ist ein ehemaliger deutscher Diplomat. Er war Botschafter der DDR in zahlreichen afrikanischen Staaten, darunter Mali und Angola. 

## Leben
Schöche besuchte die Oberschule, legte das Abitur ab und studierte anschließend von 1956 bis 1960 an der Deutschen Akademie für Staats- und Rechtswissenschaft in Potsdam-Babelsberg. Er schloss sein Studium als Diplomstaatswissenschaftler ab.
Seit 1960 war er Mitarbeiter des Ministeriums für Auswärtige Angelegenheiten der DDR (MfAA). 1962/1963 war er Attaché an der Wirtschafts- und Handelsmission der DDR in der malischen Hauptstadt, Bamako, dann von 1966 bis 1968 stellvertretender Leiter der Handelsmission. Von 1968 bis 1970 studierte er an der Diplomaten-Hochschule in Moskau. Von 1970 bis 1973 war er als Legationsrat der Leiter der DDR-Handelsvertretung in Bamako. Ab April 1973 war er zunächst Geschäftsträger, von Oktober 1973 bis Juli 1975 schließlich Botschafter der DDR in Mali, zusätzlich war er zweitakkreditiert als Botschafter in Togo und 1974/1975 auch in Obervolta. Von 1975 bis 1978 wirkte er als Sektorenleiter in der Abteilung Nord- und Westafrika des MfAA. Von 1978 bis 1980 fungierte er als Generaldirektor der Staatlichen Plankommission. Von Januar 1981 bis September 1985 war er Botschafter der DDR in Luanda und gleichzeitig von März 1981 bis September 1985 Botschafter in São Tomé und Príncipe. Für seine Arbeit als Botschafter in Angola wurde er am 3. Oktober 1985 mit dem Vaterländischen Verdienstorden in Bronze ausgezeichnet. Von 1985 bis 1987 war er Stellvertreter des Leiters und von 1987 bis 1989 Leiter der Abteilung Ost- und Zentralafrika des MfAA. 
Nach der Wende arbeitete Schöche bei einem Forschungsinstitut bzw. war arbeitslos. 1995 leitete er in Mosambik ein Entwicklungsprojekt. Schöche ist heute (2010) Vorstandsvorsitzender von Solidaritätsdienst International e.V., dem Rechtsnachfolger des Solidaritätskomitees der DDR.
Schöche war Mitglied der SED, der PDS und ist heute Mitglied der Partei Die Linke.